# Cyanoderma
Cyanoderma is een geslacht van zangvogels uit de familie timalia's (Timaliidae). Net als de andere soorten uit deze familie zijn het soorten die vooral leven in dichte ondergroei van het tropisch bos. 

## Soorten
Het geslacht kent de volgende soorten:
- Cyanoderma bicolor  – Grijskapboomtimalia
- Cyanoderma chrysaeum  – Gouden boomtimalia
- Cyanoderma erythropterum  – Roodvleugelboomtimalia
- Cyanoderma melanothorax  – Parelwangboomtimalia
- Cyanoderma pyrrhops  – Zwartkinboomtimalia
- Cyanoderma ruficeps  – Roodkopboomtimalia
- Cyanoderma rufifrons  – Humes boomtimalia
  - C. r. ambiguum  – Haringtons boomtimalia